# Daniel Jones (fotbollsspelare)
Daniel Jones, född den 23 december 1986 i Wordsley, är en engelsk fotbollsspelare som sedan 2013 spelar i Port Vale. Han har tidigare spelat för Wolverhampton Wanderers och är en produkt av klubbens ungdomsverksamhet.
Han debuterade i Wolverhamptons a-lag hemma på Molineux Ground mot Plymouth mars 2006.
Han spelade i engelska U18 landslaget innan han råkade ut för ett svårt benbott.
I juni 2010 lämnade Jones för spel i Sheffield Wednesday.
I april 2014 sparkades han från Port Vale efter att ha misshandlat medspelaren Doug Loft under träning.